# جوني كريست
جوني كريست (بالإنجليزية: Johnny Christ)‏ هو عازف باس وموسيقي أمريكي، ولد في 18 نوفمبر 1984 في شاطئ هنتنغتون في الولايات المتحدة.

## وصلات خارجية
- جوني كريست على موقع IMDb (الإنجليزية)
- جوني كريست على موقع ميوزك برينز (الإنجليزية)
- جوني كريست على موقع أول ميوزيك (الإنجليزية)
- جوني كريست على موقع ديسكوغز (الإنجليزية)
- جوني كريست على موقع ديسكوغز (الإنجليزية)
- جوني كريست على موقع قاعدة بيانات الفيلم (الإنجليزية)